# 김나래 (국악인)
김나래(1990년 4월 18일 ~ )는 대한민국의 국악연주가이다. 학력은 추계예술대학교 국악과, 현재 국악그룹 연리지의 멤버이자 피리연주를 맡고 있다. 2011년 연리지 싱글 앨범 <골방의 수청통인>을 통해 데뷔하였다.

## 출신 학교
- 추계예술대학교 국악과